# Племенска подручја под федералном управом
Племенска подручја под федералном управом билa је дo 2018. територија у саставу Пакистана, када је присаједињена покрајини Хајбер-Пахтунва уставним амандманом. Највећи град територије је Парачинар. Становништво територије претежно чине Пуштуни.